# Somatania pellucidalis
Somatania pellucidalis är en fjärilsart som beskrevs av Heinrich Benno Möschler 1890. Somatania pellucidalis ingår i släktet Somatania och familjen Crambidae. Inga underarter finns listade i Catalogue of Life.